# Mistrovství světa v biatlonu 2013 – štafeta mužů
Štafeta mužů na Mistrovství světa v biatlonu 2013 se konala v sobotu 16. února v lyžařském středisku Vysočina Aréna jako devátý závod šampionátu. Zahájení štafety proběhlo v 15:15 hodin středoevropského času. Závodu se zúčastnilo celkem 29 štafet.

## Výsledky
| Pořadí                                                      | Č. | Stát                                                                                            | Čas                                       | Střelba (L+S)                           | Ztráta  |
| ----------------------------------------------------------- | -- | ----------------------------------------------------------------------------------------------- | ----------------------------------------- | --------------------------------------- | ------- |
| Zlatá medaile                                               | 3  | Norsko Ole Einar Bjørndalen Henrik L'Abée-Lund Tarjei Bø Emil Hegle Svendsen                    | 1:15:39.0 18:34.9 18:50.2 18:52.4 19:21.5 | 0+2 0+3 0+1 0+2 0+0 0+0 0+1 0+0 0+0 0+1 | —       |
| Stříbrná medaile                                            | 1  | Francie Simon Fourcade Jean-Guillaume Béatrix Alexis Bœuf Martin Fourcade                       | 1:16:51.8 18:58.8 19:10.4 19:35.3 19:07.3 | 0+0 0+7 0+0 0+3 0+0 0+1 0+0 0+2         | +1:12.8 |
| Bronzová medaile                                            | 5  | Německo Simon Schempp Andreas Birnbacher Arnd Peiffer Erik Lesser                               | 1:16:57.5 18:30.8 18:54.6 19:08.7 20:23.4 | 0+0 2+3 0+0 0+0 0+0 2+3                 | +1:18.5 |
| 4.                                                          | 2  | Rusko Anton Šipulin Jevgenij Usťugov Jevgenij Garaničev Dmitrij Malyško                         | 1:17:03.1 18:35.2 18:59.1 20:13.6 19:15.2 | 0+1 2+6 0+0 0+1 0+0 2+3 0+1 0+1         | +1:24.1 |
| 5.                                                          | 4  | Rakousko Simon Eder Daniel Mesotitsch Christoph Sumann Dominik Landertinger                     | 1:17:17.9 18:37.5 19:11.0 19:53.0 19:36.4 | 0+0 0+5 0+0 0+0 0+0 0+2 0+0 0+1 0+0 0+2 | +1:38.9 |
| 6.                                                          | 8  | Česko Michal Šlesingr Ondřej Moravec Jaroslav Soukup Michal Krčmář                              | 1:18:29.1 18:34.8 19:34.1 20:05.1 20:15.1 | 0+3 0+6 0+0 0+1 0+2 0+2 0+1 0+2 0+0 0+1 | +2:50.1 |
| 7.                                                          | 11 | Itálie Christian De Lorenzi Dominik Windisch Christian Martinelli Lukas Hofer                   | 1:18:43.9 19:50.2 19:19.9 20:18.2 19:15.6 | 0+3 1+6 0+0 1+3 0+2 0+0 0+1 0+1 0+0 0+2 | +3:04.9 |
| 8.                                                          | 19 | Kanada Jean-Philippe Leguellec Scott Gow Nathan Smith Scott Perras                              | 1:18:44.7 18:54.9 20:22.4 19:41.1 19:46.3 | 0+4 0+5 0+1 0+1 0+2 0+1 0+1 0+0 0+0 0+3 | +3:05.7 |
| 9.                                                          | 15 | Bulharsko Michail Kletcherov Miroslav Kenanov Vladimir Iliev Krasimir Anev                      | 1:80:50.6 19:07.0 20:15.7 19:39.4 19:48.5 | 0+2 0+3 0+1 0+0 0+0 0+1 0+1 0+1 0+0 0+1 | +3:11.6 |
| 10.                                                         | 9  | Slovensko Dušan Šimočko Pavol Hurajt Matej Kazár Miroslav Matiaško                              | 1:19:06.8 19:23.2 19:52.0 19:22.0 20:29.6 | 0+5 0+4 0+1 0+0 0+1 0+2 0+2 0+1 0+1 0+1 | +3:27.8 |
| 11.                                                         | 6  | Švédsko Carl Johan Bergman Björn Ferry Tobias Arwidson Fredrik Lindström                        | 1:19:26.7 19:42.0 19:32.2 20:19.1 19:53.4 | 0+6 1+4 0+2 1+3 0+1 0+1 0+2 0+0 0+1 0+0 | +3:47.7 |
| 12.                                                         | 13 | USA Lowell Bailey Tim Burke Russell Currier Leif Nordgren                                       | 1:19:40.8 19:13.2 19:47.8 20:21.4 20:18.4 | 0+3 0+9 0+0 0+3 0+2 0+2 0+0 0+1 0+1 0+3 | +4:01.8 |
| 13.                                                         | 10 | Slovinsko Peter Dokl Klemen Bauer Janez Marič Jakov Fak                                         | 1:19:54.0 19:41.3 20:13.3 20:46.8 19:12.6 | 0+5 1+6 0+3 0+1 0+0 1+3 0+2 0+2 0+0 0+0 | +4:15.0 |
| 14.                                                         | 7  | Ukrajina Serhij Semenov Andrij Deryzemlja Artem Pryma Sergej Sednev                             | 1:20:06.1 19:12.5 19:13.1 20:27.0 21:13.5 | 0+4 1+4 0+2 0+0 0+0 0+0 0+2 0+1 0+0 1+3 | +4:27.1 |
| 15.                                                         | 14 | Bělorusko Jevgenij Abramenko Sergej Novikov Vladimir Čepelin Aliaksandr Babchyn                 | 1:20:39.5 20:05.1 19:43.8 20:11.6 20:39.0 | 0+0 1+8 0+0 1+3 0+0 0+1 0+0 0+2         | +5:00.5 |
| 16.                                                         | 17 | Estonsko Kauri Kõiv Indrek Tobreluts Roland Lessing Danil Steptsenko                            | 1:21:01.8 19:41.7 19:54.0 20:15.2 21:10.9 | 0+5 0+4 0+1 0+2 0+1 0+1 0+0 0+0 0+3 0+1 | +5:22.8 |
| 17.                                                         | 25 | Čína Chen Haibin Ren Long Li Zhonghai Li Xuezhi                                                 | LAP 19:34.1 20:19.6 20:29.6 -             | 0+2 2+8 0+0 0+1 0+2 0+1 0+0 0+3 0+0 2+3 | +9:99,9 |
| 18.                                                         | 12 | Švýcarsko Ivan Joller Benjamin Weger Claudio Böckli Mario Dolder                                | LAP 19:31.0 19:39.7 20:32.7 -             | 0+4 3+8 0+1 0+1 0+0 0+1 0+2 0+3 0+1 3+3 | +9:99,9 |
| 19.                                                         | 23 | Rumunsko Remus Faur Stefan Gavrila Roland Gerbacea Cornel Puchianu                              | LAP 20:36.4 20:45.5 20:59.3 -             | 0+7 0+8 0+3 0+1 0+3 0+3 0+0 0+3 0+1 0+1 | +9:99,9 |
| 20.                                                         | 16 | Kazachstán Alexandr Chervjakov Jan Savickij Sergej Naumik Dias Kenešov                          | LAP 20:55.3 20:15.8 20:45.3 -             | 0+1 0+3 0+0 0+1 0+1 0+1 0+0 0+1 0+0 0+0 | +9:99,9 |
| 21.                                                         | 21 | Finsko Ahti Toivanen Jarkko Kauppinen Mika Kaljunen Ville Simola                                | LAP 20:08.3 20:23.4 21:33.7 -             | 0+5 1+4 0+0 1+3 0+1 0+1 0+3 0+0 0+1 0+0 | +9:99,9 |
| 22.                                                         | 24 | Lotyšsko Edgars Piksons Andrejs Rastorgujevs Rolands Pužulis Oskars Muižnieks                   | LAP 20:06.1 19:21.0 21:25.4 -             | 2+6 0+3 0+1 0+1 0+1 0+2 0+1 0+0 2+3 0+0 | +9:99,9 |
| 23.                                                         | 22 | Spojené království Lee-Steve Jackson Kevin Kane Pete Beyer Marcel Laponder                      | LAP 20:37.2 20:32.3 21:40.5 -             | 0+3 0+3 0+3 0+2 0+0 0+0 0+0 0+1 0+0 0+0 | +9:99,9 |
| 24.                                                         | 28 | Jižní Korea Jun Je-Uk Lee In-Bok Lee Su-Young Kim Yong-Gyu                                      | LAP 20:09.0 21:02.0 21:38.8 -             | 0+5 1+5 0+2 0+1 0+0 0+0 0+1 0+1 0+2 1+3 | +9:99,9 |
| 25.                                                         | 26 | Litva Tomas Kaukėnas Karol Dombrovski Karolis Zlatkauskas Aleksandr Lavrinovič                  | LAP 19:13.8 21:16.0 22:28.8 -             | 0+6 3+9 0+1 0+2 0+0 1+3 0+2 2+3 0+3 0+1 | +9:99,9 |
| 26.                                                         | 18 | Japonsko Junji Nagai Hidenori Isa Sho Wakamatsu Ryo Maeda                                       | LAP 19:15.1 21:19.5 21:50.8 -             | 0+4 2+9 0+1 0+0 0+1 0+3 0+0 0+3 0+2 2+3 | +9:99,9 |
| 27.                                                         | 27 | Srbsko Damir Rastić Emir Hrkalović Milanko Petrović Edin Hodžić                                 | LAP 21:02.9 21:18.7 21:44.2 -             | 1+5 1+5 0+2 0+2 0+0 0+0 1+3 1+3 0+0 0+0 | +9:99,9 |
| 28.                                                         | 20 | Polsko Łukasz Szczurek Adam Kwak Krzysztof Pływaczyk Łukasz Słonina                             | LAP 21:15.0 21:31.5 20:30.6 -             | 0+3 4+9 0+0 3+3 0+2 0+2 0+0 0+1 0+1 1+3 | +9:99,9 |
| 29.                                                         | 29 | Španělsko Samuel Pulido Serrano Víctor Lobo Escolar Manuel Fernández Musso Pedro Quintana Arias | LAP 20:39.5 22:14.5 25:48.6 -             | 1+4 3+3 0+1 0+0 0+0 0+0 1+3 3+3 0+0     | +9:99,9 |
| Č. – startovní číslo týmu, LAP – tým byl předběhnut o kolo. |    |                                                                                                 |                                           |                                         |         |